# Beriev
Pour les articles homonymes, voir Beriev (homonymie).
Beriev (dans sa forme longue en russe : Таганрогский авиационный научно-технический комплекс имени Г. М. Бериева (T.A.N.T.K.), littéralement « Complexe scientifique et technique d'Aviation Beriev ») est un constructeur d'hydravions (initialement un bureau d'études OKB n°49 durant la période soviétique) créé en 1932 à l'usine d'avions numéro 31. Il est baptisé d'après le nom de son ancien directeur Gueorgui Beriev.
Le bureau d'études Tantk Beriev est situé à Taganrog, à l'embouchure du Don près de la mer Noire.
La production se fait en partie là mais aussi chez Irkout à Irkoutsk.
Beriev a toujours été spécialisée dans les hydravions à coque, même s'il lui est arrivé de créer ou d'adapter des avions terrestres.
Principaux actionnaires en octobre 2006 (source : Air&Cosmos no 2047) :
- Irkout : 39,6 %
- Soukhoï : 38 %

La société doit fusionner avec l'usine Tavia.

## Liste des avions Beriev
Au fil de ses 70 ans d'existence, Beriev a créé les avions suivants :
- MBR-2 / MP-1 : existe en version marine ou amphibie, transport à faible rayon d'action, 1 500 exemplaires depuis 1932
- MBR-5 : amphibie de reconnaissance, 1935
- KOR-1 : hydravion de reconnaissance, vraisemblablement basé sur un Polikarpov doté de flotteurs. Également connu sous la dénomination Beriev Be-2.
- MDR-5 : hydravion de reconnaissance à long rayon d'action, 1938. Version amphibie en 1939. Deux prototypes.
- MBR-7 : amphibie de reconnaissance à court rayon d'action, 1939.
- KOR-2 : hydravion de reconnaissance conçu pour être catapulté d'un bateau, également connu sous la dénomination Beriev Be-4, 1940.
- LL-143 : prototype d'hydravion de reconnaissance à long rayon d'action, 1945.
- Be-6 : hydravion de reconnaissance à long rayon d'action, 1947.
- Be-8 : deux prototypes d'amphibie de liaison, 1948.
- R-1 : prototype d'hydravion de reconnaissance et bombardement à réaction, 1952.
- Be-10 : prototype d'hydravion de reconnaissance et bombardement à réaction, 1952.
- P-10 : avion-fusée, 1956.
- Be-12 : amphibie de lutte anti-sous-marine, 1960.
- Be-1 : prototype de petit hydravion à réaction, 1964.
- An-30 : aménagement de 115 Antonov An-30 pour la reconnaissance photographique, 1967.
- Be-30 / Be-32 : avion de transport local, 1968.
- VVA-14 : prototype d'un amphibie à décollage et atterrissage verticaux, 1976.
- 14M1P : prototype d'avion amphibie à effet de sol (Ékranoplane), 1976.
- Tu-142MR : évolution du Tupolev 142, 1977.
- A-50 : avion d'alerte et de contrôle (SDCA), 1984 (il en existe aussi une version laser)
- A-40 / A-42 : amphibie de lutte anti-sous-marine à réaction, 1986 (plus gros amphibie du monde).
- Be-12P : amphibie de lutte anti-incendie, construit en 1991 par conversion de Be-12.
- Be-32K : Be-32 remotorisé et mis à jour, 1994
- Be-12P-200 : un Be-12P modifié comme laboratoire volant pour les réservoirs du Be-200
- Be-103 : amphibie de transport léger, 1997.
- Be-200 : amphibie multitâche à réaction, 1998. Le Be-200 a été évalué par la France et l'Italie dans la lutte anti-incendie. En France, on lui a préféré le DHC-8 Q400-MR.
- A-42PE : projet d'amphibie à turbofans de recherche et de sauvetage en mer.
- Be-2500 : projet d'hydravion cargo lourd, surnommé «Neptune».

## Guerre russo-ukrainienne
Le 9 mars 2024, le gouverneur de l'oblast de Rostov, Vasyl Golubev (ru), annonce que l'usine Beriev de Taganrog, qui répare les avions radar A-50, est attaquée et endommagée par des missiles S-200 faisant seize bléssés.